# Biennale de Dakar
Pour les articles homonymes, voir Dakar (homonymie).
La Biennale de Dakar, intitulée aussi Biennale de l’Art africain contemporain et Dak'Art, est l'une des principales manifestations d'Art contemporain africain à consacrer exclusivement sa sélection aux artistes vivant sur et hors du continent. Instituée par l’État du Sénégal depuis 1989 avec une première édition dédiée à la littérature en 1990, elle est réservée à l’art contemporain lors de la deuxième édition en 1992 avant d’être définitivement consacrée à la création africaine contemporaine à partir de 1996.
C'est la plus ancienne biennale de ce genre en Afrique. Cette biennale est aussi pionnière dans le développement de l'art contemporain en Afrique, aux côtés de la plus récente Biennale Bénin. Si ce festival a acquis une notoriété internationale, il lui reste à gagner en autonomie par rapport à l’État sénégalais, et à renforcer son organisation.

## Histoire de la manifestation
À la fin des années 1970, le FESTAC ou Festival Mondial des Arts Nègres, se déroulant à Dakar puis en 1977 à Lagos, disparaît au bout de sa deuxième édition. Au début de la décennie suivante, des artistes sénégalais, de l’Association nationale des artistes plasticiens du Sénégal, suggèrent alors au Président de la République du Sénégal, Abdou Diouf, de créer de façon régulière une manifestation artistique et culturelle internationale, à Dakar, permettant aux artistes locaux de se confronter à la création internationale. Une nouvelle décennie est nécessaire pour que le projet soit adopté, ce qui est officialisé en octobre 1989 par Abdou Diouf. Le projet se concrétise réellement au cours des années 1990.
Plusieurs éditions se succédèrent avant que cette biennale ne trouve son rythme et son format. En 1990, la première manifestation est consacrée à la littérature. Celle de 1992 est la première biennale consacrée aux arts visuels et sur un périmètre international. Il n’y en a pas en 1994. Entre-temps, le choix est fait, dans les échanges entre la Présidence du Sénégal et le milieu artistique, de se focaliser sur les arts visuels, sur le modèle de la Biennale de Venise, existante depuis la fin du XIXe siècle, la Biennale de São Paulo créée en 1951, ou la Biennale de La Havane datant de 1984. Il est également décidé de se consacrer non pas à l’art contemporain international, mais aux artistes africains ou de la diaspora africaine.

## Organisation de la manifestation

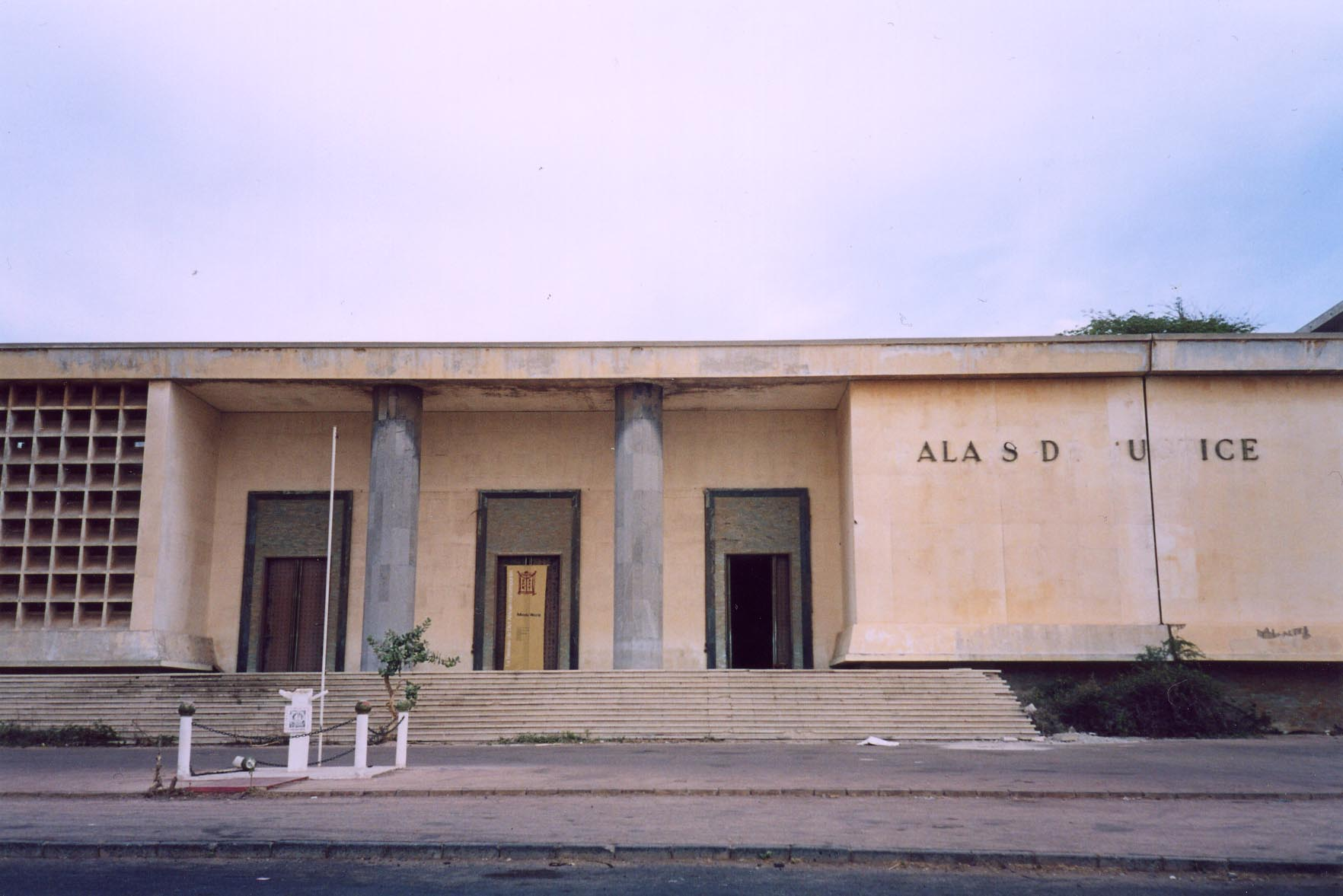
L'ancien Palais de Justice en 2004 (remis en état en 2015-2016).

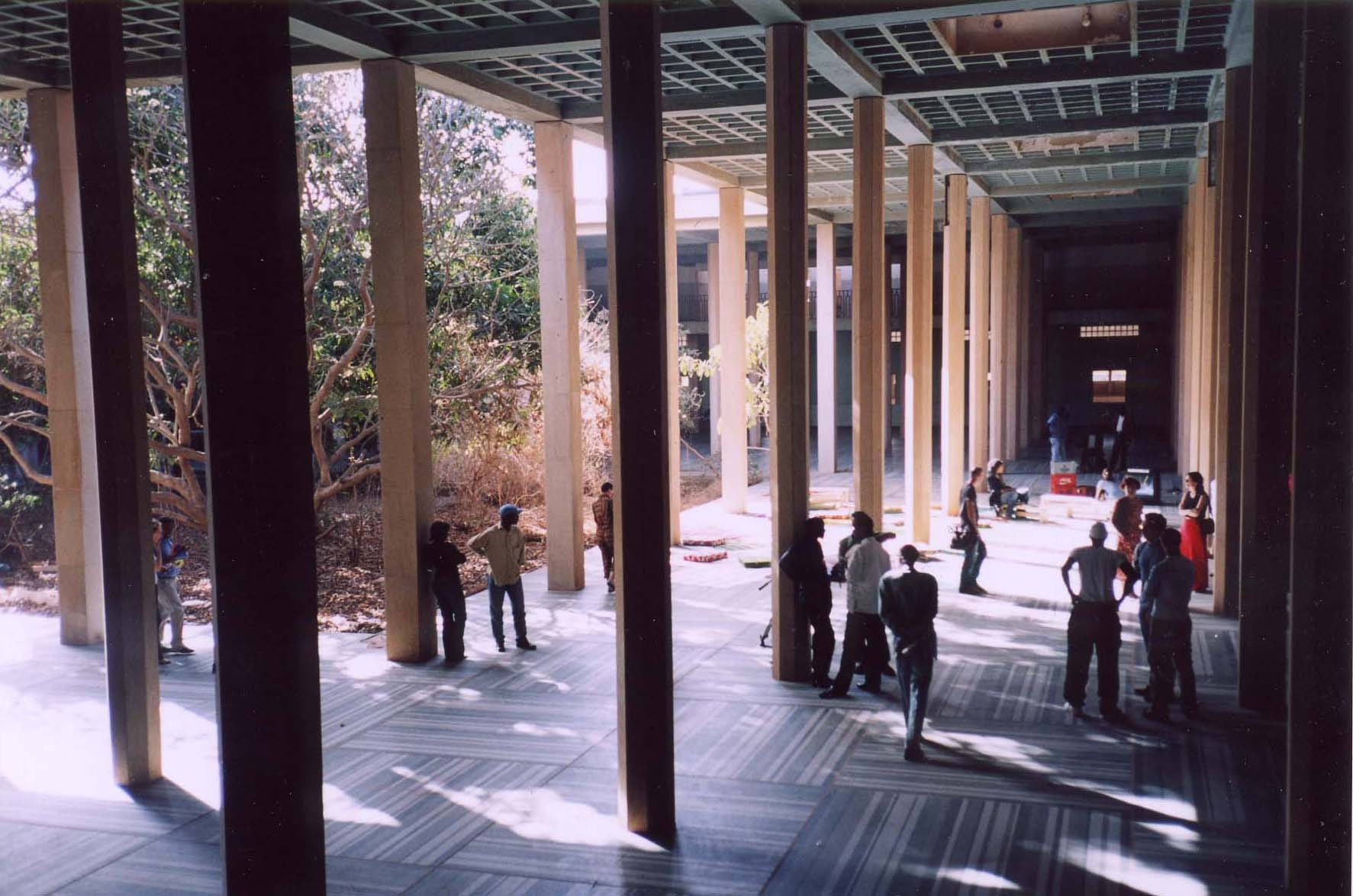
Intérieur de l'ancien Palais de Justice.

Avec des variantes selon les éditions, la manifestation est constituée de plusieurs événements et expositions : l’exposition internationale regroupant artistes africains et issus de la diaspora, les expositions d’artistes invités, les expositions hommages, des salons ou expositions sur des thèmes spécifiques et Dak’Art au Campus, projet alliant art et environnement dans le cadre d’une collaboration entre artistes et étudiants. Un festival off intègre des artistes de divers horizons dans des expositions à Dakar, Saint-Louis et dans les régions du Sénégal.
Enfin, la manifestation comprend des rencontres et des échanges entre artistes, chercheurs, critiques, historiens et universitaires, sur un thème qui varie à chaque édition. Les objectifs de Dak'Art sont en effet à la fois d’élargir les possibilités de promotion des artistes africains faiblement représentés dans les grands événements artistiques internationaux, mais aussi d’élaborer un discours sur l’esthétique adapté au continent africain.
La biennale est organisée les années paires (sauf en 1994 et 2020). Le lieu principal de l’exposition internationale, après avoir été le musée Théodore Monod d'art africain, s’est déplacé, en 2016, à l’ancien Palais de Justice, un bâtiment construit en 1952 par Daniel Badani et Pierre Roux-Dorlut et abandonné en 1992, un long bloc rectangulaire évoquant l'esthétique de Le Corbusier, avec une façade austère et un rez-de-chaussée comprenanr un espace des pas perdus parcouru par 99 colonnes,avec au sol une mosaïque de carrelage bleu-vert, et en son centre, un puits de lumière. 
Le musée Théodore Monod accueille par contre en 2016 les expositions des commissaires de la Biennale. Un autre lieu, retenu depuis plusieurs biennales, est la gare ferroviaire qui abrite le Village de la biennale, lieu de rencontres et d’échanges mais aussi d’ animations musicales et culturelles.
Le principal soutien financier de la manifestation est l’État sénégalais. Puis vient l’Union européenne, et de façon moindre les organisations de la francophonie, qui n’ont jamais joué un rôle très fort. La présence de l’État sénégalais est controversée. Elle est considérée comme un atout majeur par Yacouba Konaté par exemple. Cette présence est critiquée lorsque le ministère de la culture sénégalais se mêle du contenu ou censure certaines expositions en obtenant le retrait d’œuvres.

## Éditions

### Biennale de 1990
La première Biennale des arts et des lettres, décidée par le président sénégalais Abdou Diouf, est en fait une Biennale des lettres, pour cette première. Elle a lieu du 10 au 18 décembre 1990. Le secrétaire général de la Biennale est Amadou Lamine Sall, et le directeur du comité scientifique Cheikh Hamidou Kane. L’ancien président Léopold Sédar Senghor participe à la séance inaugurale, ainsi que Wole Soyinka, et Maurice Druon.

### Biennale de 1992 (1reédition)
Cette deuxième Biennale des arts et des lettres, est en fait, consacrée à l’art. Elle se tient du 14 au 20 décembre 1992 et réunit 102 artistes, de provenance internationale. Dans le détail, parmi ces artistes internationaux, l’Uruguayen José Tarabal vit au Sénégal ainsi que la franco-sénégalaise Diagne Chanel, et la franco-vietnamienne Kaïdin Monique Le Houelleur vit en Côte d’Ivoire.
La sélection d’artistes et d’œuvres opérée pour cette biennale est jugée inégale.

### Biennale de 1996 (2eédition)
La deuxième édition de la Biennale se tient en 1996. Elle est pour la première fois dénommée Dak’Art. C’est aussi la première biennale centrée sur l’art uniquement, et plus spécifiquement sur contemporain africain, avec une référence au premier Festival des arts nègres organisé en 1966 dans cette ville de Dakar. C’est une orientation déterminante pour cette manifestation.
Cette même année 1996, le Salon du Design Africain, avec un lieu dédié, l’Espace Vema, fait son apparition au sein de la Biennale, ainsi qu’un Salon de la tapisserie et de l’art textile. Un hommage est rendu également à deux disparus : Moustapha Dimé, sculpteur sénégalais, premier Prix à la Biennale de Dakar en 1992, avec une exposition au Centre culturel français de Dakar, et Mohamed Kacimi, peintre marocain. Le off débute, avec notamment une exposition organisée par la  Revue Noire  sur Les Artists et le Sida, différentes expositions et un défilé de mode de la styliste Oumou Sy.
La biennale s’est structurée de 1992 à 1996. Un secrétariat général (direction administrative et financière de la manifestation) est créé en novembre 1993. C’est un établissement public national bien distinct du ministère de la culture, et le secrétaire général est Rémi Sagna. Un conseil scientifique, créé quelques mois plus tard, en février 1994 définit les contours de la biennale et contrôle l’organisation. Il est dirigé par Ousmane Sow Huchard. Cinq commissaires internationaux et professionnels interviennent dans la préparation de cette biennale : Daniel Sothiaux, Yukiya Kawagushi (Musée national d'ethnologie (Japon)), Brahima Alaoui (Institut du monde arabe, Paris), Abdou Sylla (Sénégal), et Mary “Polly” Nooter Roberts (Université de Californie à Los Angeles).

#### Artistes primés
- Abdoulaye Konaté (Mali): Grand prix du Président Léopold Sédar Senghor
- Mamadou Fall Dabo (Sénégal): Prix de la Révélation
- Vincent Niamien (Côte d’Ivoire): Prix de la Créativité[11].

### Biennale de 1998 (3eédition)

#### Artistes primés
Viyé Diba (Sénégal) Grand prix du Président Léopold Sédar Senghor ; Godfried Donkor (Nigérial) Prix de la Révélation ; Issa Diabaté (Côte d’Ivoire) Prix de la Créativité ; Claire Kane (Sénégal) Prix du Design.

### Biennale de 2000 (4eédition)
Ousseynou Wade prend la direction de la manifestation succédant à Rémi Sagna qui en a été secrétaire général pour les éditions de 1996 et 1998.
Cette biennale de Dakar 2000 présente plusieurs manifestations du 5 mai au 5 juin : l'Exposition collective d’artistes africains, des Expositions individuelles d’artistes africains et d'autres continents, le Salon International du Design africain et de la Créativité textile, le Marché des Arts plastiques en Afrique (MAPA), le Salon de la Jeune Création plastique Sénégalaise, le Festival du Sous-Verre, les manifestations d'environnement.

#### Les artistes de l’Exposition internationale
Bernadette Searle (Afrique du Sud), Andries Botha (Afrique du Sud), Mtehtwa Zwalethu (Afrique du Sud), Tracey Rose (Afrique du Sud), Suzanne Ouedraogo (Burkina Faso), Barthélémy Toguo (Cameroun), Goddy Leye (Cameroun), Joël Mpah Dooh (Cameroun), Angéle Essamba (Cameroun), Samuel Fosso (Centrafrique), Ali Mroivili (Comores), Jems Robert Koko Bi (Côte d'Ivoire), Mfon Essien (Ghana), Mounir Fatmi (Maroc), Hassan Darsi (Maroc), Younes Rahmoun (Maroc), Sénégal: Soly Cissé, Ndary Lo, Mamady Seydi, Amadou Camara Gueye et Fatma Charfi (Tunisie).

#### Salon du design et de la création textile
Ce salon comprend des œuvres de Kossi Assou (Togo), François Kiene (Burkina Faso), Takilté Kambou (Burkina Faso), Abdérakhmane Aïdara (Burkina Faso), Saliou Traoré (Burkina Faso), Jules Wokam (Cameroun), Danièle Diwouta-Kotto (Cameroun). Et pour la Côte d'Ivoire: César Dogbo, Issa Diabate, Doris Christine Mian, Valérie Oka. Mais également Zoarinivo Razakaratrivo (Madagascar), Abdoul Aziz Diop (Mali), Madeleine Rachéle Mariéta Bombote(Mali), Ola Dela Kuku (Nigéria). Enfin, pour le Sénégal : Bounama Sall Ndiaye, Anna Jouga, Amadou Niang, Adrien Sene.

#### Autres événements
Des expositions individuelles sont organisées par les commissaires Simon Njami (Cameroun), Hans Boggatze (Allemagne), Peter Pierre-Louis (Seychelles), Ablade Glover (Ghana), Malika Dorba (Algérie), Orlando Britto Jinorio (Espagne), David Elliot (Grande-Bretagne/Suède). Sont présentées les œuvres de Bili Bidjocka (Cameroun), Hassan Key (Afrique du Sud), Christine Chetty (Seychelles), Koffi Setorjy (Ghana), Ounoh (Algérie), Marc Latamie (Martinique), Anna Maria Pacheco (Grande-Bretagne).
Les rencontres et échanges portent sur le thème : Art Africain contemporain : Courants, styles et Créativité à l’aube du 3e millénaire.

#### Artistes primés
Fatma M'Seddi Charfi (Tunisie) Grand prix du Président Léopold Sédar Senghor ; Berni Searle (Afrique du Sud) et Jems Robert Koko Bi (Côte d'Ivoire) Prix de la Révélation ; Mamady Seydi (Sénégal) Prix de l’Agence intergouvernementale de la Francophonie. Pour le design : Valérie Oka (Côte d'Ivoire) Grand Prix UEMOA pour la création textile, Ola Dele Kuku (Nigéria), Zoarinivo Razakaratrimo (Madagascar).

### Biennale de 2002 (5eédition)

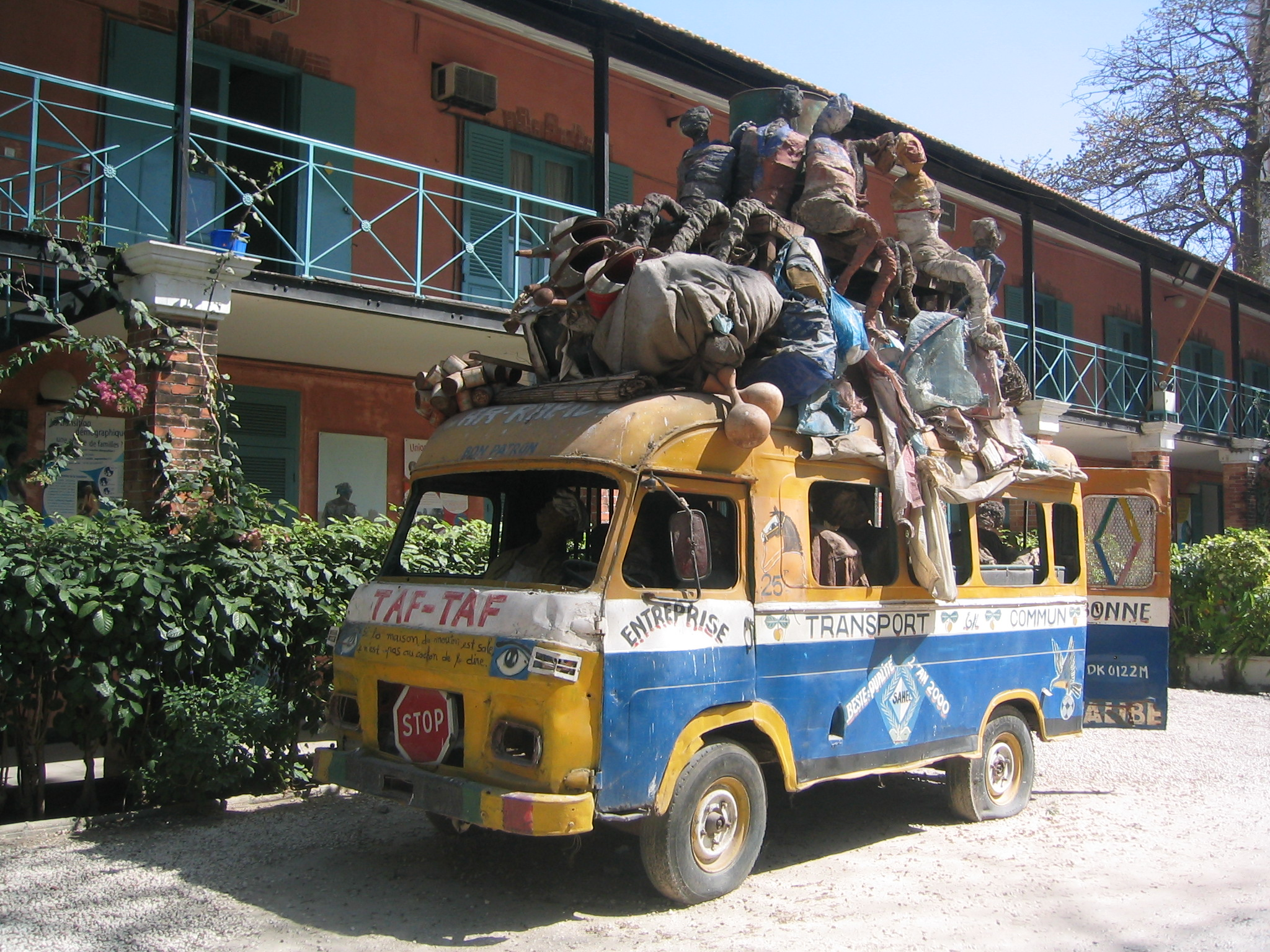
Taxi Taf-Taf, une installation du plasticien béninois Dominique Zinkpè présentée à la Biennale en 2002

Du 10 mai au 10 juin 2002, la 5e édition de Dak'Art comprend l'Exposition Internationale, le Salon du Design Africain, des Expositions Individuelles, un hommage à Gora Mbengue ainsi qu'une Rétrospective "La Biennale de Dakar, An 10.
Le Conseil Scientifique qui donne ses orientations à Dak'Art 2002 est présidé par Marie José Crespin.

#### Les artistes de l’Exposition Internationale
Sokari Douglas Camp, Amadou Kane Sy, Fayssal Ben Kiran, Hicham Benohoud, Zoulika Bouabdellah, Fayssal Ben Kiran, Lisa Brice, Fatma Charfi, Ali Chraïbi, Mansour Ciss, Soly Cissé, Safaa Erruas, Bruce Clarke, Félicité Codjo, Tamsir Dia, Modou Dieng, Joël Mpah Dooh, Evaritus Chukwuemeka Ebodo, Khalil El Gherib, Angèle Etoundi Essamba, Jems-Robert Koko bi, Faouzi Laatiris, Ndary Lo, Gabriel Kenzo Malou, Moataz Nasr, Djibril Ndiaye, Ousmane Ndiaye Dago, Justin Oussou Ngoran, Ibrahima Niang, Otobong Edet Nkanga, Evaristus Obodo, Adam’s Charles Tony O’Connor, Mohamed Ounouh, Rodney Place, Vonjiniaina Ratovonirina, Moussa Sakho, Nabil Saoubi, Mamady Seydi, Batoul S'himi, Mulugeta Tafesse, Francis Tchiakpe, Yacouba Touré, Saliou Traoré, Emeka Udemba, Donovan Ward, Dominique Zinkpe.

#### Autres événements
Le Salon Africain du Design réunit Mohamed Ahbib, Solène Prince-Agbodjan et Bertrand Bedel Amessan, Kossi Assou, Ricky Balboa, Issa Diabate, Cheick Diallo, Balthazar Faye, Aboubakar Fofana, Jamila Lamrani, Doris Mian Benie, Valérie Oka, Zoarivino Razakaratrima, Adrien Abdoukhadre Sène, Mohamed Yahyahoui.
Les rencontres invitent les participants à une réflexion qui porte sur « La création contemporaine et les nouvelles identités ».

#### Exposition d'artistes invités
Les expositions d’artistes invités sont consacrées à Berry Bikle (Zimbabwe), Amahiguere Dolo (Mali), Aimé Ntakiyica (Burundi) organisée par la commissaire Ngoné Fall.
S’ajoutent une exposition réunissant les œuvres de Mario Lewis, José Agel Vincenh, Muhsana Ali organisée par le commissaire Ery Camara, et une exposition réunissant les œuvres de Yannis Kounellis, Jaume Plensa, Franz West organisée par le commissaire Bruno Cora. Exposition d'Olga Kisseleva Une voyante m'a dit que j'ai un problème avec mes yeux: j’avais du mal à voir la réalité... a été organisée par Ker Thiossane dans l'espace urbain de la Medina de Dakar.

#### Les artistes primés
Ndary Lô (Sénégal) Grand prix du Président Léopold Sédar Senghor ; Moataz Nasr (Egypte) Grand Prix de la Révélation ; Dominique Zinkpé (Bénin) Prix UEMOA ; Faouzi Laatiris (Maroc) Prix Jeune Talent ; Batoul Shimi (Maroc) Prix de la Communauté française de Belgique Wallonie-Bruxelles ; Ali Chraibi (Maroc) Prix du Sud ; Emeka Udemba (Nigéria) Prix de l’Agence intergouvernementale de la Francophonie ; Baltazar Faye ; Pape Omar Diagne .

#### Exposition Rétrospective An 10
Elle comprend Viyé Diba, Jems Robert Koko Bi, Samuel Fosso, Abdoulaye Konate, Mamadou Fall, Vincent Amian Niamien, Issa Diabate, Godfried Donkor, Claire Kane, Fatma Charfi M’Seddi, Bernadette Searle, Valérie Oka, Zoarinivo Razaakaratrimo, Bounama Sall Ndiaye, Ola Dele Kuku, Mamady Seydi, Rakki Diankha, Birane Ndiaye.

### Biennale de 2004 (6eédition)
Dak’Art 2004, ce sont trente-trois artistes et cinq designers venus de 16 pays d’Afrique et choisis par un comité de sélection sous la présidence de Sara Diamond. Un hommage est rendu au critique d'art Iba Ndiaye Djadji. Trois commissaires, Hans Ulrich Obrist, Ivo Mesquita, Yacouba Konaté présentent des expositions individuelles de quinze artistes d’Afrique, de la diaspora et du monde.

#### Les artistes de l'exposition internationale
Thando Mama, Gregg Smith, Mgcineni Sobopha, Doreen Southwood, Sue Williamson, Samta Benyahia, Zoulikha Bouabdellah, Pélagie Gbaguidi, Isaac Essoua dit Malam, Achillekà Komguem, Bill Kouélany, Gaston Massamba M’Bongo, Louis-Marcel Aziema Wanoumi, Amal El Kenawy et Abd El Ghany El Kenawy, Hala Elkoussy, Khaled Hafez, Maha Maamoun, Moataz M. Nasr, Assefa Gebrekidan, Elias Sime, Jeriarimanjato Razafindranaivo, Asmae Lahkim Bennani, Younes Rahmoun, Toyin Loye, Toyosi Odunsi, Michèle Magema, Aïcha Aïdara, Bassirou Dieng dit Diégo, Fatou Kandé Senghor, Mohamadou N’Doye dit Douts, Cheikh Niass, Sokey Edorh, Fatma Charfi.

#### Autres événements
Le Salon du design réunit Mohamed Yahiaoui dit Yamo, Jules Bertrand Wokam, Madeleine Bomboté, Cheick Diallo, Amivi Homawoo.
Les rencontres rassemblent des professionnels du monde de l’art autour du thème « l’Art contemporain africain à l’épreuve de la mondialisation : problèmes, enjeux et perspectives».
Les expositions individuelles sont consacrées à Tapfuma Gutsa, Christian Lattier, Joseph-Francis Sumégné, José Bedia, Mario Cravo Neto, Odili Donald Odita, Doug Aitken, Jennifer Allora & Guillermo Calzadilla, Trisha Donnelly, Yang Fudong, Dominique Gonzalez-Foerster, Carsten Höller, Isaac Julien, Multiciplicity, Philippe Parreno, Anri Sala, Rirkrit Tiravanija, Anton Vidokle.
Le off propose 130 expositions et près de 5000 œuvres réparties sur cinq lieux différents dont un à Ziguinchor en pays Diola. Les artistes sont venus de 16 pays depuis le Maghreb jusqu'à l'Afrique du Sud ou de la diaspora. Dans ces expositions off, le Sénégalais Mansour Ciss Kanakassy et le Canadien Baruch Gottlieb présentent l'afro, un projet de monnaie unique pour l'ensemble du continent africain.

#### Les artistes primés
Michèle Magema (RDC), Asmae Lahkim Bennani (Maroc), Jules Bertrand Wokam (Cameroun), Khaled Hafez (Égypte), Thando Mama (Afrique du Sud), Maha Maamoun (Égypte), Jules Bertrand Wokam du Cameroun, Pape Omar Diagne.

### Biennale de 2006 (7eédition)

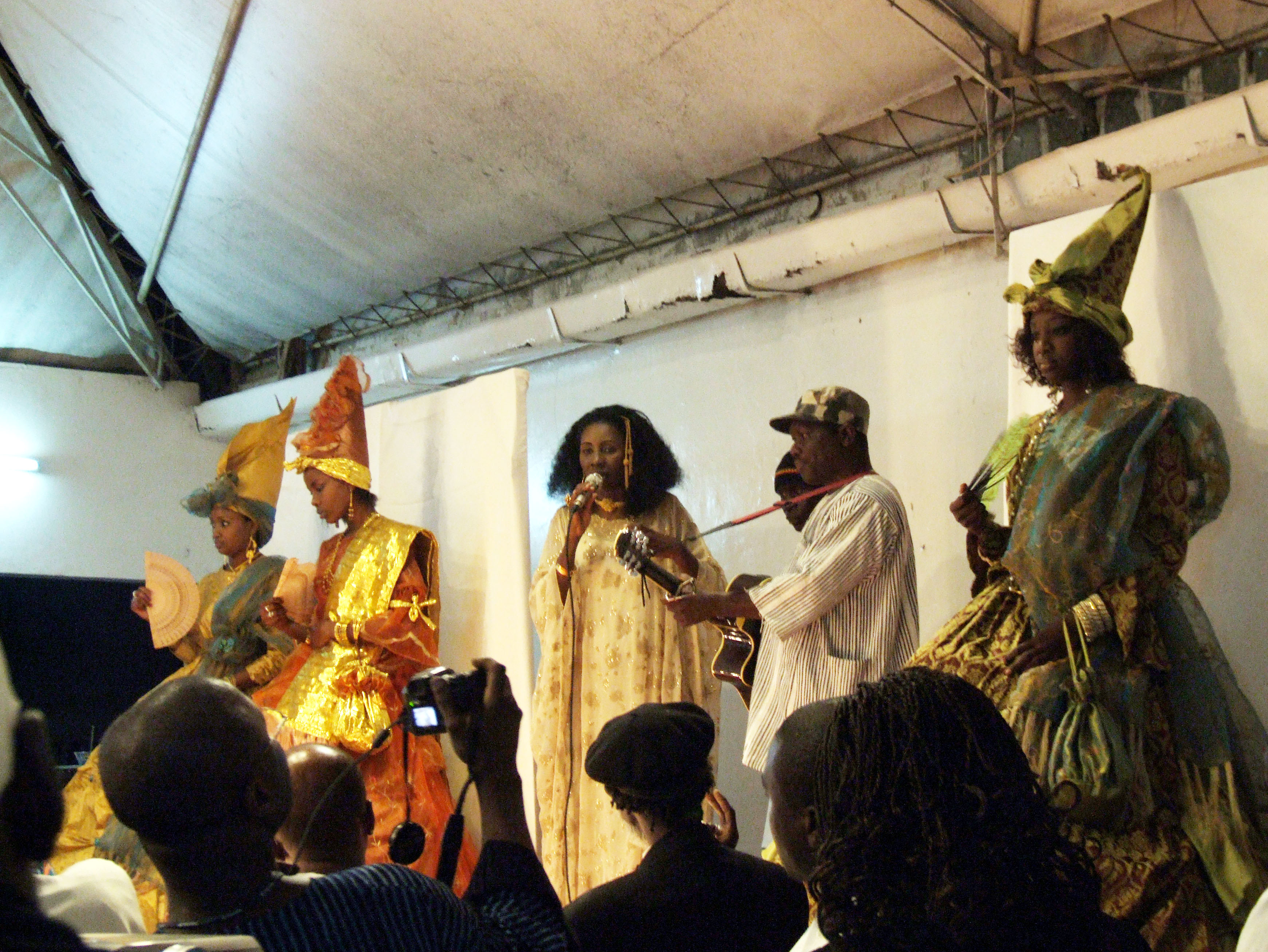
La styliste sénégalaise Oumou Sy au cybercafé Metissacana de Dakar lors de la Biennale de Dakar 2006

Le nouveau commissaire général est Yacouba Konaté, un expert ivoirien en art contemporain africain, et un homme de conviction, affirmant que l'Afrique était « sous-développée quelque part, sait-on jamais, mais très certainement elle ne l'aura jamais été au plan des arts ». Il s’entoure de 7 commissaires, chacun spécialiste d’une région de l’Afrique et de la diaspora. La manifestation présente du 5 mai au 5 juin 2006 de nombreux événements : l’Exposition internationale (87 artistes de 27 pays), le Salon du design (15 artistes de 7 pays), l’Exposition Diaspora (7 artistes de 4 pays), le Dak’Art_Lab et les Arts numériques africains en collaboration avec l'UNESCO Digit'Arts, les expositions Dak’Art Off dans toute la ville et en régions. L’exposition internationale est recentrée sur la peinture, proposant moins d’installations numériques que lors de la manifestation de 2004. La Biennale est aussi resituée au centre-ville.
Autour de Yacouba Konaté, les commissaires sont Célestin Badibanga, Youma Fall, Amy Logan Horschak, Barbara Murray, Bisi Silva, Marie Luise Syring, Abdellah Karroum. La diversité et la qualité de la sélection est soulignée par les observateurs, ainsi que le bon fonctionnement du collectif de commissaires venus d'horizons divers, entourant un commissaire général qualifié de professionnel.

#### Les artistes de l'Exposition Internationale
Adel Abdessemed, Cheikhou Bâ, Luis Basto et Berry Bickle, Jack Beng-Thi, Joseph Bertiers, Chéri Chérin, Kudzanai Chiura, Soly Cissé, Hassan Darsi, Djibril André Diop, Sokey Edorh, Mounir Fatmi, Pélagie Gbaguidi, Mohamed Kacimi, Amadou Kane Sy, Souleymane Keita, Amal Kenawy, Abdoulaye Konaté, Alfred Liyolo, Ndary Lô, Myriam Mihindou, Babacar Niang, Ibrahima Niang dit Piniang, Jacques Samir Stenka, Freddy Tsimba, Billie Zangewa, Wim Botha, Churchill Madikida, Colbert Mashile, Robin Rhode, Berni Searle, Andrew Tshabangu, Claudia Cristovao, Osvaldo Da Fonseca, Ludovic Fadairo, Dominique Zinkpè, Siriki Ky, Saliou Traoré, Guy Bertrand Woueté Lotchouang, Ernest Weangue, Marcel Gotène, Bill Kouélany, Mamadou Ballo, Frederic Bruly Bouabré, Youssouf Diabagaté Salif, Mohamed Diabaté, Robert Kokobi Jems, Ouatara Aboudramane, Pascal Nampémanla Traoré, Louis Cameron, Arjan Martins, Kori Newkirk, Senam Okudzeto, Keith Piper, William L. Pope, Aly Doa, Khaled Hafez, Hani Rashed, Brahim El Anatsui, Owusu-Ankomah, Manuel Barreto, Richard Kimathi, Ingrid Mwangi, Safaa Erruas, Ngwengwe Malagatana, Hilario Pompilio, Fillipus Sheehama, Dilomprizulike, Ugochukwu Eke Bright, Emmanuel Eni, Nnenna Okore, Bruce Onobrakpeya, Katarikawé Jak, Makengle Ma Mungwa, Berry Matundu, Aimé Mpane, Serigne Mor Niang, Bassirou Sarr, Mamady Seydi, El Loko, Taïb Bel Hadj, Amel Bouslama, Aïcha Filali, Annie Anawana Haloba, Victor Mutelekesha, Missheck Masamvu, Mambakwedza Mutasa.

#### Autres événements
Le thème des rencontres est : « Afrique: entendus, sous-entendus et malentendus ».
Le salon du design réunit Chafika Aït-0ughia, Dalil Menasria, Drabo Alassane, Christian Djomagni, César Dogbo, Vincent Niamien, Valérie Oka, Dominique Petot, Madeleine Bomboté, Diallo Cheikh, Khalifa Ababacar Dieng, Astou Diop, Auro Nalla Ndiaye, Mamadou Ndoye Guèye, Babacar Mbodj Niang.

#### Les artistes primés
Mounir Fatmi, Maroc, Claudia Christovao, Angola, Soly Cissé, Sénégal, Khalifa Ababacar Dieng, Sénégal, Bill Kouélany, Congo, Annie Anawana Haloba, Zambie, Sénégal, Pape Omar Diagne, Guy Bertrand Woueté Lotchouang, Cameroun, Joseph Bertiers, Kenya, Dicko (Burkina Faso), Ibrahima Niang (Sénégal), Aimé Mpané (RDC), Safaa Erruas (Maroc), Bellie Zangewa (Malawi), Pélagie Gbaguidi (Bénin), Bright Ugochukwu Eke (Nigéria), Missheck Masamvu (Zimbabwe), Amal Kenawy (Égypte), Mamady Seydi (Sénégal), Astou Diop (Sénégal), Cheikhou Ba. Les prix du Dak'Art OFF sont Mamadou Ndoye dit Douts, Kadija Sow, Lucio del Grotte, Charles Seck.

### Biennale de 2008 (8eédition)
La huitième édition de la Biennale de Dakar s'est tenue du 9 mai au 9 juin 2008. Le secrétaire général en est toujours Ousseynou Wade, et le commissaire général Maguèye Kasse. L'édition 2008 comporte 35 artistes et 11 designers sélectionnés par le comité de sélection ainsi que deux expositions d'artistes invités. La sélection est controversée, laissant selon certaiins critiques « une impression globale de déjà-vu, un goût amer de talents non renouvelés », le off est qualifié de « joyeux capharnaüm ». Des problèmes de financement pèsent également sur la manifestation, ainsi que les tendances interventionnistes du ministère de la culture sénégalais. Un hommage est rendu à Victor-Emmanuel Cabrita, décédé en juillet 2007, et qui a été président du comité scientifique de la Biennale.

#### Les artistes de l'Exposition Internationale
Blaise Bang, Soly Cissé, Saïdou Dicko, Sokey Edorh, Angèle Etoundi Essamba, Pélagie Gbaguidi, Fathi Hassan, Amadou Kane Sy, Amal Kenawy, Mohamed Konaté, Achillekà Komguem, Babacar Niang, Ibrahima Niang dit Piniang, Samuel Nja Kwa, Freddy Tsimba, Nandipha Mntambo, Nkosikhona Ngcobo, Sonya Rademeyer, Athi-Patra Ruga, Johann Van Der Schijff, Justin Kabré, Guy Woueté Lotchouang, Robert Kokobi Jemst, Roberto Rico, Grace Ndiritu, Gabriel Pacheco, Georges Fikry Ibrahim, Zakaria Ramhani, Osaretin Ighile, Mansour Ciss Kanakassy, Samba Fall, Kane Abdoulaye Armin, Ndary Lo, Ousmane Ndiaye, Samba Seydi, Mourad Gharrach.

#### Autres événements
Une exposition sur le design présente des créations de Sarah Boudiaf, Kossy Traoré, Christian Djomagni, Vincent Niamien, Jean Servais Somian, Annie Prebay Ranarivelo, Cheikh Diallo, Khadija Kabbaj, Joëlle Le Bussy Fal, Ousmane Mbaye, Kossi Assou, Memia Taktak.
Iba N'Diaye et Amina Ndiaye Leclerc, artistes invités, sont exposés à la Place du Souvenir.
Le thème des rencontres est « Afrique : miroir ? ».

#### Les artistes primés
- Grand Prix Léopold Sédar Senghor, Ndary Lô et Mansour Ciss (Sénégal) ;
- Prix du ministère de la Culture, Nkosikhona Ngcobo (Afrique du Sud) ;
- Prix de l’Union européenne, Johann Van Der Schijff (Afrique du Sud) ;
- Prix de l’Organisation internationale de la Francophonie (sous forme de résidences d’artistes), Jems Robert Koko Bi (Côte d’Ivoire) ;
- Prix de Cultures France, Guy Bertrand Woueté Lotchouang (Cameroun) ;
- Prix de la Fondation Zuloga, Johann Van Der Schjjff (Afrique du Sud), Mansour Ciss (Sénégal) ;
- Prix Jeune Talent en Photographie : Pape Omar Diagne (Senegal), Ndary Lô (Sénégal) et Nkosikhona Ngcobo (Afrique du Sud) ;
- Prix Djamilatou Bikami (sous forme de résidences), Pélagie Gbaguidi (Bénin), Saïdou Dicko (Burkina Faso), Angèle Etoundi Essamba (Cameroun), Sokey Edorh (Togo) et Grace Ndiritu (Grande-Bretagne) ;
- Prix de la Mairie de Dakar, Amadou Kan Sy.

L’Union Européenne a offert également de nombreux prix pour le off : Mbaye Ndoye, Mamadou Faye, Ibrahima Niang dit Piniang, Saïdou Dicko, Ousmane Mbaye. D'autres prix ont récompensé des lieux exposants et des journalistes couvrant les expositions.

### Biennale de 2010 (9eédition)
La Biennale Dak'Art 2010 se déroule du 7 mai au 7 juin 2010.
Les lieux sont le musée Théodore Monod, la Galerie Nationale et les expositions off dans tout Dakar, à Saint-Louis et en région.
Les 5 commissaires sont Kunle Filani, Marilyn Martin, Marème Malong Samb, Sylvain Sankalé et Rachida Triki. Ils ont sélectionné 26 dossiers artistiques représentant les cinq régions du continent africain et 9 lauréats du Grand prix Léopold Sédar Senghor des précédentes éditions.

#### Les artistes de l’exposition internationale
L’exposition internationale est constituée par les œuvres récentes des lauréats du Grand prix du Président Léopold Sédar Senghor des éditions précédentes, de 1992 à 2008 et par les artistes retenus par 5 commissaires lors de la sélection (26 sur plus de 300 candidatures).
Les artistes sélectionnés pour l'Exposition Internationale sont : Hasan Essop & Husain, Gavronsky & Claire Shakinovsky & Rose, Daniel Halter, Svea Josephy, Nandipha Mntambo, Cameron Platter, Leila Dalila, Serge Alain Nitegeka, Patrick Gael Wokmeini, Armand Boua, Roger Yapi, Huda Lutfi, Mulugeta Gebrekidan, Nirveda Alleck, Peterson Kamwathi Waneru, Amalia Ramanankirahina, Fatiha Alzemmouri, Nabil El Makhloufi, Ndubuisi Ahanonu Nduwhite, Francis Okoronkwo Ikechukwu, Oswald Uruakpa, Moridja Kitenge Banza, Barkinado Bocoum, Amadou Khoudia Tounkara Papa Mouna, Jemal Siala, Mwamba Mulangala.

#### Exposition des lauréats des éditions précédentes
- Prix 1992 : Moustapha Dimé(Sénégal) et Zerihun Yetmgeta (Éthiopie)
- Prix 1996 : Abdoulaye Konaté (Mali)
- Prix 1998 : Viyé Diba (Sénégal)
- Prix 2000 : Fatma Charfi M’Seddi (Tunisie)
- Prix 2002 : Ndary Lô (Sénégal)
- Prix 2004 : Michèle Magema (République démocratique du Congo)
- Prix 2006 : Mounir Fatmi (Maroc)
- Prix 2008 : Ndary Lô (Sénégal), et Mansour Ciss Kanakassy (Sénégal)

#### Autres événements
Une exposition d'artistes invités haïtiens à la Galerie Nationale réunit Mario Benjamin, Denis Maksaens, Jean Herard Céleur, Barbara Prezeau.
Le thème des échanges et rencontres, du 8 au 11 mai, est « Dak’Art 1990 > 2010 : rétrospective et perspectives ». Outre la présence d’éminents professionnels de l’art contemporain, les commissaires présentent également leurs communications. En lieu et place du salon du design, une journée de réflexion sur le design a lieu.
Chaque année plus dynamiques, les expositions du off sont présentes dans tout Dakar et en région, et plus particulièrement à Saint-Louis, pour les festivités du trois cent cinquantenaire de la ville.

#### Les artistes primés
- Prix Léopold Sédar Senghor : Moridja Kitenge Banza (République Démocratique du Congo)
- Prix du Ministre de la Culture : Mouna Jemal Siala (Tunisie)
- Prix de l’Organisation Internationale de la Francophonie : Hasan & Husain Essop (Afrique du Sud)
- Prix de la Fondation Thamy Mnyele des Pays-Bas : Nabil El Makhloufi (Maroc)
- Prix de la Fondation Thamgidi : Nirveda Alleck (Ile Maurice)
- Prix du Centre Soleil d’Afrique du Mali et les 5 Prix de la Fondation Jean Paul Blachère : Jean Katambayi Mukendi (République démocratique du Congo), Mario Benjamin (Haïti), Maksaens Denis (Haïti), Serge Alain Nitegeka (Burundi), Moridja Kitenge Banza (République démocratique du Congo).

### Biennale de 2012 (10eédition)
En 2012, Dak'Art 2012 se tient du 11 mai au 10 juin à Dakar (Sénégal), 20 ans après la 1re Biennale d'art contemporain . L'exposition internationale, située au Musée Théodore Monod d'art africain accueille 42 artistes de 21 pays africains et une artiste de l’Ile de la Réunion choisis par les commissaires parmi 329 candidatures. Elle comprend de la peinture, de la sculpture, des installations, de la photographie, de la vidéo. Les commissaires de cette édition sont Christine Eyene, Nadira Laggoune, Riason Naidoo.

#### Les artistes et événements
Marwa Adel, Nirveda Alleck, Romaric Assié, Cheikhou Bâ, Younes Baba-Ali, Bridget Baker, James Beckett, Doughba Caranda-Martin, Rehema Chachage, Mamadou Cissé, Bakary Diallo, Paul Emmanuel, Em’Kal Eyongakpa, Mounir Fatmi, Jessica Foli, Gabrielle Goliath, Stéphanie Hoareau, Katia Kameli, Wanja Kimani, Pascal Konan, Jamila Lamrani, Nathalie Mba Bikoro, Mohau Modisakeng, Chika Modum, Nancy Mteki, Victor Mutelekesha, Moataz Nasr, Cheikh Ndiaye, Ndikhumbule Ngqinambi, Ibrahima Niang dit Piniang, Laura Nsengiyumva, Amalia Ramanankirahina, Henri Sagna, Léopold Segueda, Mamady Seydi, Lerato Shadi, Julien Singozan, Oussama Tabti, Christian Tundula, Hervé Youmbi, Rafik Zaidi, Sofiane Zouggar, Mokodu Fall.
Peter Clarke, Goddy Leye et Berni Searle, sont les artistes invités avec une exposition à la Galerie Nationale. Deux expositions hommages sont également présentées, Papa Ibra Tall à la Place du Souvenir et Joe Ouakam dans son atelier. Une exposition sur six architectes et quatre artistes plasticiennes est proposée par l'Institut valencien d’art moderne (IVAM) à la Maison de la Culture Douta Seck.
Le off fête ses dix ans, de façon dynamique, avec 143 expositions à Dakar et en région, et Saint-Louis est à l'honneur avec 41 expositions.
Pendant la 1re semaine de la Biennale, spectacles de danse, musique et défilés de mode ont animé chaque soir la Gare ferroviaire réhabilitée à cette occasion. Les rencontres et échanges se sont tenus à la Gare ferroviaire du 12 au 15 mai autour de deux thèmes, « Créativité contemporaine et dynamiques sociales » et « Contemporanéité et différences dans les situations artistiques africaines : mutations, déplacement, hybridité ». En parallèle, Dak’Art 2012 a accueilli d'autres communications (Goran Christenson, Luis Padilla, l’IVAM, Johan Muyle, le design à la Gare, les arts numériques à l'Institut français).

#### Les artistes primés
- Younes Baba-Ali (Maroc)
- Laura Nsengiyumva (Rwanda)
- Sofiane Zouggar (Algérie)
- Em’Kal Eyongakpa (Cameroun)
- Ndikhumbule Ngqinambi (Afrique du Sud)
- Nancy Mteki (Zimbabwe)
- Nathalie Mba Bikoro (Gabon)
- Pascal Konan (Côte d’Ivoire)
- Pape Omar Diagne (Sénégal)

### Biennale de 2014 (11eédition)
En 2014, la onzième édition de la Biennale se tient du 9 mai au 8 juin 2014. Elle regroupe de nombreux artistes africains et issus de la diaspora africaine. Les échanges et rencontres sont consacrés aux métiers de l’art. Le Directeur de la Biennale est Babacar Mbaye Diop, et ses commissaires sont Elise Atangana, Abdelkader Damani et Smooth Ugochukwu Nzewi. Des difficultés logistiques et administratives ont été rencontrées. Des réactions homophobes de la part des autorités se sont traduites par des fermetures de lieux d’exposition,.

#### Les artistes primés
Le palmarès :
- Grand Prix Léopold Sédar Senghor : Driss Ouadahi (Algérie) & Olu Amoda (Nigéria)
- Prix du Ministre de la Culture et du Patrimoine : Justine Gaga (Cameroun)
- Prix de l’Organisation Internationale de la Francophonie : Sidy Diallo (Sénégal)
- Prix de la Ville de Dakar : Faten Rouissi (Tunisie)
- Prix de la Fondation Blachère : Milumbe Haimbe (Zambie)
- Prix Oumar Ndao offert par Vives Voix : Amary Sobel Diop (Sénégal)
- Prix de l’Union Économique et Monétaire Ouest Africaine : Guibril André Diop (Sénégal)
- Prix du Studio national des arts contemporains, Le Fresnoy, France : Nomusa Makhubu (Afrique du Sud)
- Prix du centre Soleil d’Afrique : Houda Ghorbel (Tunisie )

### Biennale de 2016 (12eédition)
Cette édition est titrée« Réenchantement » et reçoit un accueil critique favorable. Un festival, c’est aussi un lieu : le nouveau commissaire principal du Dak’Art, Simon Njami, investit pour la première fois, l’ancien Palais de justice, un moment abandonné. Parmi les artistes exposés, sont particulièrement remarqués le franco-algérien Kader Attia, avec une installation d’arbres en tiges de fer à béton piquées de frondes, intitulée Les Rhizomes infinis de la révolution, le Marocain Yassine Balbzioui et ses affiches détournées et ironiques, l’Égyptienne Heba Amin et l’Égyptien Moataz Nasr , vidéastes l’un et l’autre, la photographe tunisienne Mouna Karray,,.

### Biennale de 2018 (13eédition)
La treizième édition de la Biennale de Dakar, Dak'Art 2018 a choisi comme intitulé "L'heure rouge" en hommage au père de la Négritude, Aimé Césaire et en référence à son œuvre Et les chiens se taisaient (Edition Présence africaine, Paris, 1958, 1997). Le thème de cette nouvelle édition a été envisagé par le directeur artistique et, de nouveau, commissaire principal du Dak'Art, Simon Njami comme une invitation à penser le paradigme de l'instant décisif, du point pivot qui concentre tout ce qui a conduit à lui et ce qui lui succédera.
"L’heure rouge correspond pour l’Humain à ce que le photographe Henri Cartier-Bresson a nommé «l’instant décisif ». C’est le moment charnière, le carrefour entre le passé et l’avenir que nous nommons le présent."
Les cinq curateurs invités lors de cette édition sont Bonaventure Soh Bejeng Ndikung, Alya Sebti, Marisol Rodriguez, Cosmin Costinas et Marianne Hultman.

### Biennale de 2020 (14eédition)
La 14e édition de la Biennale de Dakar, initialement prévue du 28 mai au 28 juin 2020, a été annulée par le Ministère de la Culture et de la Communication en application des mesures de lutte contre la Pandémie de Covid-19.

### Biennale de 2022 (14eédition)
En 2022, la 14e édition de la Biennale se tient du 19 mai au 21 juin 2022, en particulier dans un ex-Palais de Justice rénové. Elle regroupe 59 artistes et collectifs d’artistes autour des mots d'ordre : Créer, imaginer et inventer. Elle s'évertue également à sortir l’art dans la rue avec le projet Doxantu [promenade» en wolof] associant  17 artistes. Le off est particulièrement dynamique.

#### Les artistes de l’exposition internationale
La sélection officielle comprend 59 artistes, notamment huit artistes Sud-africains, sept Sénégalais, cinq Cubains, quatre Français, quatre Américains, trois Béninois, 3 camerounais,  deux Marocains et deux Tunisiens. « L’Afrique de l’Ouest est représentée par 14 artistes, l’Afrique australe par 12 créateurs, l’Afrique du Nord 6 plasticiens tandis que l’Afrique de l’Est et du Centre comptent 6 artistes. L’Océan indien est représenté par un créateur seychellois et la diaspora par 19 créateurs », indique le directeur artistique de la biennale, El Hadj Malick Ndiaye.

#### Artistes primés
Le Grand Prix de la biennale est remis au peintre éthiopien Tegene Kunbi. L’artiste béninois Achille Adonon reçoit le prix du meilleur sculpteur et l’artiste malien Abdoulaye Konaté est mis à l'honneur. Caroline Gueye est lauréate du prix CEDEAO. Une rétrospective est organisée de l’artiste sénégalais Soly Cissé.

### Biennale de 2024 (15eédition)
En 2024, la 15e édition de la Biennale de Dakar se tient du 16 mai au 16 juin 2024. Elle a pour thème «The Wake, l'Eveil, le Sillage ». 58 artistes d'Afrique et de la diaspora sont selectionnés pour participer à l'exposition officielle internationale.